# Айшем, Энн Элизабет
Энн Элиза Айшем (англ. Anne Eliza Isham; 25 января 1862 — 15 апреля 1912) — пассажирка, находившаяся на борту затонувшего «Титаника». Она была одной из пяти женщин-пассажиров первого класса (четырёх женщин и одной девочки), погибших во время крушения корабля. Согласно недостоверной легенде, она умерла, потому что не хотела оставлять своего немецкого дога, а через несколько дней в воде был замечен труп женщины, руки которой примёрзли к собаке .

## Биография
Энн Элиза «Лиззи» Айшем родилась 25 января 1862 года в Чикаго (штат Иллинойс), став первенцем в семье Эдварда Свифта Айшема, американского юриста и политика из Вермонта, и Фрэнсис «Фанни» Бёрч. Её отец вместе с Робертом Тоддом Линкольном, сыном бывшего президента США Авраама Линкольна, основал в Чикаго юридическую фирму под названием Isham, Lincoln & Beale.
Сначала Айшем жила в Чикаго и была членом Пятничного клуба и Клуба писак. В 1903 году она переехала в Париж, где проживала со своей сестрой Фрэнсис Айшем, вышедшей замуж за Гарри Шелтона.
Её брат Эдвард Айшем жил в Нью-Йорке, и она собиралась вернуться в США, чтобы провести с ним лето. Она села на «Титаник» в Шербуре 10 апреля 1912 года.
Её каюта (C-49) находилась рядом с каютой полковника Арчибальда Грейси IV, хотя он и не помнил, чтобы когда-либо видел её. Однако другие пассажиры, такие как Корнелия Эндрюс, её сестра Джон Хогебум и их племянница мисс Гретхен Лонгли были знакомы с ней и даже разыскивали её на пароходе «Карпатия» после своего спасения.
Согласно неподтверждённой легенде, Айшем находилась в спасательной шлюпке, готовой к спуску, когда ей сказали, что она не сможет взять с собой своего немецкого дога. В ответ она якобы предпочла выбраться из спасательной шлюпки. Несколько дней спустя пассажир проходящего мимо корабля сообщил, что видел тело женщины, плавающее в океане и держащееся за труп большой собаки. Только в последующие годы имя Айшем стало ассоциироваться с этой историей, поскольку она была единственной женщиной-пассажиром первого класса, погибшей во время крушения, местонахождение которой во время катастрофы было неизвестно.
Однако фактических доказательств этой истории нет, поскольку у Айшем даже не было собаки. Её тело так никогда и не было опознано. В Вермонте членами её семьи Мемориал ей был установлен памятник.